# Liste der Abgeordneten zum Südtiroler Landtag (V. Legislaturperiode)
Die Liste der Abgeordneten zum V. Südtiroler Landtag listet alle bei der Landtagswahl 1964 gewählten Abgeordneten und etwaige Nachrücker auf.

## Abgeordnete
| Mitglied des Landtages | Partei oder Wahlbündnis                 |
| ---------------------- | --------------------------------------- |
| Tullio Agostini        | Partito Liberale Italiano               |
| Alfons Benedikter      | Südtiroler Volkspartei                  |
| Arnold Bernhart        | Südtiroler Volkspartei                  |
| Armando Bertorelle     | Democrazia Cristiana                    |
| Peter Brugger 1        | Südtiroler Volkspartei                  |
| Joachim Dalsass        | Südtiroler Volkspartei                  |
| Waltraud Gebert-Deeg   | Südtiroler Volkspartei                  |
| Anselmo Gouthier       | Partito Comunista Italiano              |
| Egmont Jenny           | Südtiroler Volkspartei                  |
| Anton Kapfinger        | Südtiroler Volkspartei                  |
| Lidia Menapace         | Democrazia Cristiana                    |
| Andrea Mitolo          | Movimento Sociale Italiano              |
| Decio Molignoni 2      | Partito Socialista Democratico Italiano |
| Silvio Nicolodi        | Partito Socialista Italiano             |
| Valentino Pasqualin    | Democrazia Cristiana                    |
| Pepi Posch             | Südtiroler Volkspartei                  |
| Alois Pupp             | Südtiroler Volkspartei                  |
| Josef Raffeiner        | Tiroler Heimatpartei                    |
| Giuseppe Sfondrini 3   | Partito Socialista Democratico Italiano |
| Franz Spögler          | Südtiroler Volkspartei                  |
| Heinold Steger         | Südtiroler Volkspartei                  |
| Ignaz Stocker 4        | Südtiroler Volkspartei                  |
| Adolf Unterpertinger   | Südtiroler Volkspartei                  |
| Friedl Volgger 5       | Südtiroler Volkspartei                  |
| Robert von Fioreschy   | Südtiroler Volkspartei                  |
| Franz Wahlmüller 6     | Südtiroler Volkspartei                  |
| Anton Zelger           | Südtiroler Volkspartei                  |